# FK Mladost Novi Sad
FK Mladost GAT Novi Sad (Servisch: ФК Младост ГАТ, FK Mladost GAT) is een voetbalclub uit Novi Sad, Servië. Ze zijn opgericht in 1972 en spelen in de Servische Prva Liga, de op een na hoogste nationale voetbalcompetitie van Servië.
Het Karađorđe Stadium of GAT Arena van deze voetbalclub bevindt zich in het westelijke deel van de stad en de fans van de club noemen zichzelf de Servische Coyotes. De grootste rivaliteiten zijn met FK Vojvodina en FK Proleter Novi Sad, de twee andere voetbalclubs uit de stad.

## Historie
Sinds de oprichting van de club stond FK Mladost niet bekend om zijn bijzondere prestaties en speelde veelal in kleine, lokale competities in Novi Sad.  
Pas in het seizoen 2018/19, toen na een zwaarbevochten strijd met TSK Temerin de Novosadska Liga (vijfde nationale divisie) werd gewonnen en een plaats in de Zonska Liga (vierde nationale divisie) werd veiliggesteld, begon de club aan een opmars in het Servische voetbal. Het eerste grote succes in de clubhistorie werd meteen opgevolgd met het volgende succes, want in haar debuutseizoen wint FK Mladost in 2020 ook meteen de Zonska Liga en promoveert het naar de Srpska Liga (derde nationale divisie). 
Als debutant op het derde nationale niveau gooit FK Mladost opnieuw hoge ogen, en stelt het ruim voor het einde van de competitie het kampioenschap in de Srpska Liga veilig om uiteindelijk met 17 punten meer dan de runner-up OFK Vršac te promoveren. Ook op het tweede nationale voetbalniveau van Servië, de Prva Liga, deed de club meteen mee bovenaan de ranglijst. Aan het einde van het seizoen 2021-21 werd de club voor het vierde achtereenvolgende jaar kampioen en wist het in vijf jaar tijd van de vijfde divisie naar de Servische SuperLiga te promoveren.  
In hun allereerste seizoen op het hoogste Servische voetbalniveau lukte het niet om hun succesverhaal een goed vervolg te geven. Met slechts 20 punten werd Mladost laatste en degradeerde, waardoor ze in het seizoen 2023-24 opnieuw zullen uitkomen in de Prva Liga.  

## Stadion
FK Mladost heeft zijn thuiswedstrijden altijd gespeeld in de GAT Arena, in de volksmond ook het Karađorđe Stadium genoemd, een bescheiden stadion uit de jaren 1950 in de wijk Satelit in Novi Sad. 
Door de recente successen van de club werd het stadion gerenoveerd en uitgebreid tot de huidige capaciteit van 3.000 zitplaatsen, waarmee de thuishaven het tweede grootste stadion in Novi Sad is.
Borac ·
Dubočica ·
Grafičar · 
Inđija ·
Javor-Matis ·
Mačva Šabac ·
Mladost GAT ·
Radnički Sremska Mitrovica ·
Radnik Surdulica · 
Sloboda ·
Sloven Ruma ·
Smederevo ·
Trayal Kruševac ·
Voždovac ·
Vršac ·
Zemun